# Élections législatives géorgiennes de 2003
Des élections législatives géorgiennes ont lieu le 2 novembre 2003 parallèlement à un référendum constitutionnel. 
Selon les statistiques publiées par la Commission électorale géorgienne, les élections sont remportées par une combinaison de partis soutenant le président Edouard Chevardnadze.
Cependant, les résultats sont annulés par la Cour suprême de Géorgie après la révolution des Roses le 25 novembre, à la suite d'allégations de fraude électorale généralisée (bourrages d'urnes, faux électeurs...), de manquements constatés par les observateurs internationaux et de grandes manifestations publiques qui ont conduit à la démission de Shevardnadze.
De nouvelles élections (en) ont lieu le 28 mars 2004.

## Partis
"Pour une nouvelle Géorgie" était le bloc électoral qui soutenait le président Edouard Chevardnadze. Le Parti de la renaissance était un allié de Chevardnadze. Le Mouvement national (NM) était le parti du chef de l'opposition Mikheil Saakachvili.

## Résultats
| Parti                                       | Votes     | %    | Sièges |
| ------------------------------------------- | --------- | ---- | ------ |
| Pour une nouvelle Géorgie (SMK (en))        | 407 045   | 21,3 | 38     |
| Union démocratique pour la renaissance (en) | 359 769   | 18,8 | 33     |
| Mouvement national uni                      | 345 197   | 18,1 | 32     |
| Parti travailliste                          | 229 900   | 12,0 | 20     |
| Démocrates de Burjanadze (en)               | 167 908   | 8,8  | 15     |
| Parti de la nouvelle droite                 | 140 259   | 7,3  | 12     |
| Autres partis                               | 259 137   | 13,6 | 0      |
| Total                                       | 1 909 215 | 100  | 150    |
| Électeurs inscrits / participation          | 3 178 593 | 60,1 | –      |
| Source: Adam Carr                           |           |      |        |

## Allégations de fraude
Des rapports de violence, d'intimidation des électeurs et de bourrage des urnes commencent à arriver peu après l'ouverture des bureaux de vote. Le plus gros problème, cependant, sont les listes électorales préparées par le gouvernement géorgien. Mikheil Saakachvili fait partie des dizaines de milliers de personnes qui se sont vu refuser le droit de vote. Son nom, ainsi que les noms de plusieurs milliers de personnes à travers le pays, ne figurent pas sur la liste électorale préparée par le gouvernement géorgien. Des quartiers entiers sont mystérieusement retirés de la liste électorale dans les zones où l'opposition est susceptible de bien réussir.
Les analystes géorgiens décrivent le vote comme « l'élection la plus désordonnée et la plus chaotique » que le pays n'ait jamais eue. "Le gouvernement a tout fait pour rendre cette élection chaotique. Je pense qu'il y avait aussi (ceux au) gouvernement (qui) ne voulaient pas que cette élection soit ordonnée parce qu'ils savaient qu'ils la perdraient", a déclaré Ghia Nodia de l'Institut du Caucase pour la démocratie et le développement.
Une mission internationale de l'Organisation pour la sécurité et la coopération en Europe (OSCE) d'observation des élections, composée des assemblées parlementaires de l'OSCE et du Conseil de l'Europe, du Parlement européen et du Bureau des institutions démocratiques et des droits de l'homme (BIDDH) de l'OSCE, conclut que les élections n'ont pas respecté un certain nombre d'engagements de l'OSCE et déclare que l'élection n'est pas conforme aux normes internationales. « Ces élections ont malheureusement été insuffisantes pour renforcer la crédibilité du processus électoral ou démocratique », déclare Bruce George, coordinateur spécial du président en exercice de l'OSCE. 450 observateurs internationaux de 43 pays suivent les scrutins dans l'une des missions d'observation électorale les plus importantes et les plus longues de l'histoire de l'OSCE,.
Les allégations de fraude électorale sont également soutenues par des sondages à la sortie des bureaux de vote menés par une société américaine, Global Strategy, qui montrent que l'opposition devait avoir gagné par une large marge.